# A505 road
Die A505 ist eine Fernverkehrsstraße im Süden von England, westlich und nördlich von London.
Sie führt von Leighton Buzzard, Bedfordshire in nordöstlicher Richtung und endet an der A11 nahe Abington and Sawston,  Cambridgeshire.
Im Abschnitt zwischen Baldock und Royston folgt die Straße dem historischen Icknield Way. Von ihrem südwestlichen Anfang bis Dunstable und von der A1(M) bis zum M11 motorway ist sie als Primary route ausgewiesen.

## Verlauf
Die A505 verläuft durch bzw. berührt die folgenden größeren Orte:
- Luton
- Hitchin
- Letchworth Garden City
- Baldock
- Royston

Nahe der Querung der M11 zerschneidet die A505 das ehemalige Militärgelände, welches heute das Imperial War Museum Duxford beheimatet.